# Martin Schmid (Politiker)

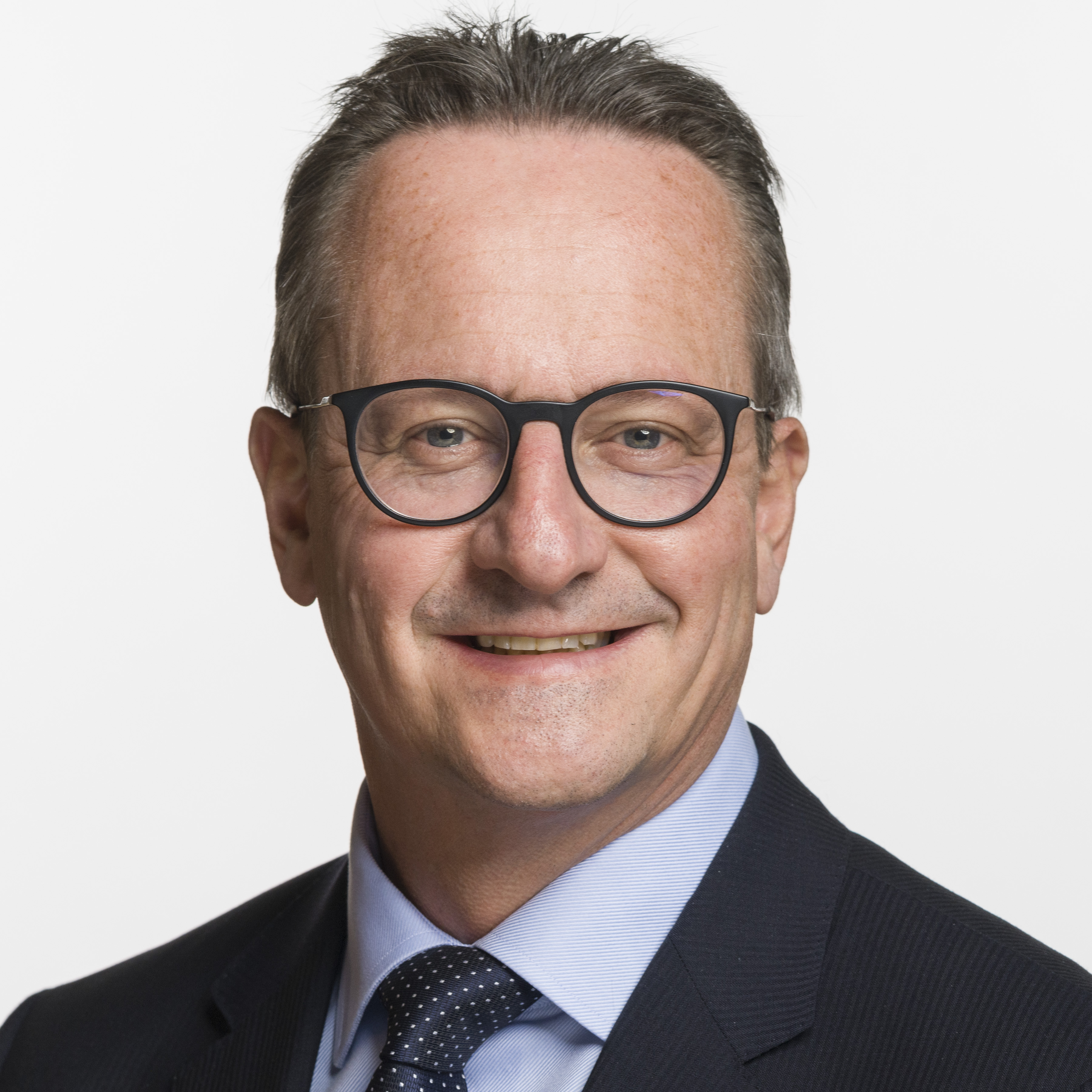
Martin Schmid (2019)

Martin Schmid (* 24. Mai 1969 in Thusis; heimatberechtigt in Vals und Rheinwald) ist ein Schweizer Politiker (FDP).

## Leben
Nach der Primar- und der Sekundarschule in Splügen besuchte Schmid das Gymnasium an der Bündner Kantonsschule in Chur und absolvierte die Matura Typus E. Ab 1991 studierte er Jurisprudenz an der Universität St. Gallen (HSG) und schloss 1995 mit dem Diplom ab. In seiner Studienzeit wurde er Mitglied im Schweizerischen Zofingerverein. 1997 erwarb er das Rechtsanwaltspatent, 2005 promovierte er zum Dr. iur. HSG. Von 1997 bis 2000 war er wissenschaftlicher Assistent am Institut für Finanzwirtschaft und Finanzrecht der Universität St. Gallen. Von 2000 bis 2002 war er selbstständiger Rechtsanwalt mit dem Schwergewicht Steuer- und Finanzrecht und daneben teilzeitlich für PricewaterhouseCoopers tätig.
Von 1994 bis 2002 war er Mitglied des Grossen Rates des Kantons Graubünden. Am 24. März 2002 wurde er per 1. Januar 2003 in den Regierungsrat des Kantons Graubünden gewählt. Von 2003 bis 2008 leitete er das Departement für Justiz, Sicherheit und Gesundheit. 2007 war er Regierungspräsident. Ab dem 1. Januar 2008 leitete er das Departement für Finanzen und Gemeinden. Bei den Parlamentswahlen vom 23. Oktober 2011 wurde Martin Schmid in den Ständerat gewählt und gab sein Mandat als Regierungsrat ab. Bei den Wahlen 2015, 2019 und 2023 wurde er im Amt bestätigt.
Neben der Funktion als Ständerat ist er seit 2012 als Rechtsanwalt in der Kanzlei KUNZ SCHMID Rechtsanwälte und Notare AG in Chur tätig. Ausserdem ist er Mitglied in den Verwaltungsräten zahlreicher Unternehmen, zum Beispiel der Swiss Life, Calanda Gruppe (Präsident), Engadiner Kraftwerke (Präsident), Repower AG, Elettricità Industriale (Präsident), des Verbands der Schweizerischen Gasindustrie (Präsident), Swissgas, der Siegfried Holding AG (Vizepräsident) und weiterer. Er ist Vorstands-Mitglied bei der Economiesuisse,  Präsident des Vereins Entwicklung Schweiz und Präsident des Geschäftsleitenden Ausschusses des Instituts für Finanzwirtschaft und Finanzrecht (IFF) an der Universität St. Gallen.
Schmid lebt in Partnerschaft und hat zwei Söhne und eine Tochter. Er wohnt in Splügen und Chur.